# مامادو كامارا (سياسي)
مامادو كامارا هو سياسي مالي، ولد في 18 أغسطس 1977.